# 105222 Oscarsaa
105222 Oscarsaa è un asteroide della fascia principale. Scoperto nel 2000, presenta un'orbita caratterizzata da un semiasse maggiore pari a 2,1897695 au e da un'eccentricità di 0,0935898, inclinata di 5,62357° rispetto all'eclittica.
L'asteroide è dedicato all'astronomo cileno Oscar Miguel Saa Martinez.